# 교동고등학교
교동고등학교(喬桐高等學校)는 대한민국 인천광역시 강화군 교동면 대룡리에 있는 공립 고등학교이다.

## 학교 연혁
- 1971년 12월 31일 : 교동고등학교 보통과 3학급 인가
- 1972년 3월 1일 : 개교, 초대 권오영 교장 부임
- 1972년 12월 3일 : 농업과 3학급 인가
- 1972년 12월 12일 : 학칙 변경 교동종합고등학교
- 2001년 3월 1일 : 교동고등학교로 교명 변경
- 2023년 1월 31일 : 고등학교 제68회 졸업식(6명) 연 누계인원 3,133명
- 2023년 3월 1일 : 고등학교 제27대 김규태 교장 취임
- 2023년 3월 2일 : 신입생 11명 입학

## 참고 자료
- 교동고등학교 - 한국교육학술정보원 학교알리미